# Kenneth Turan

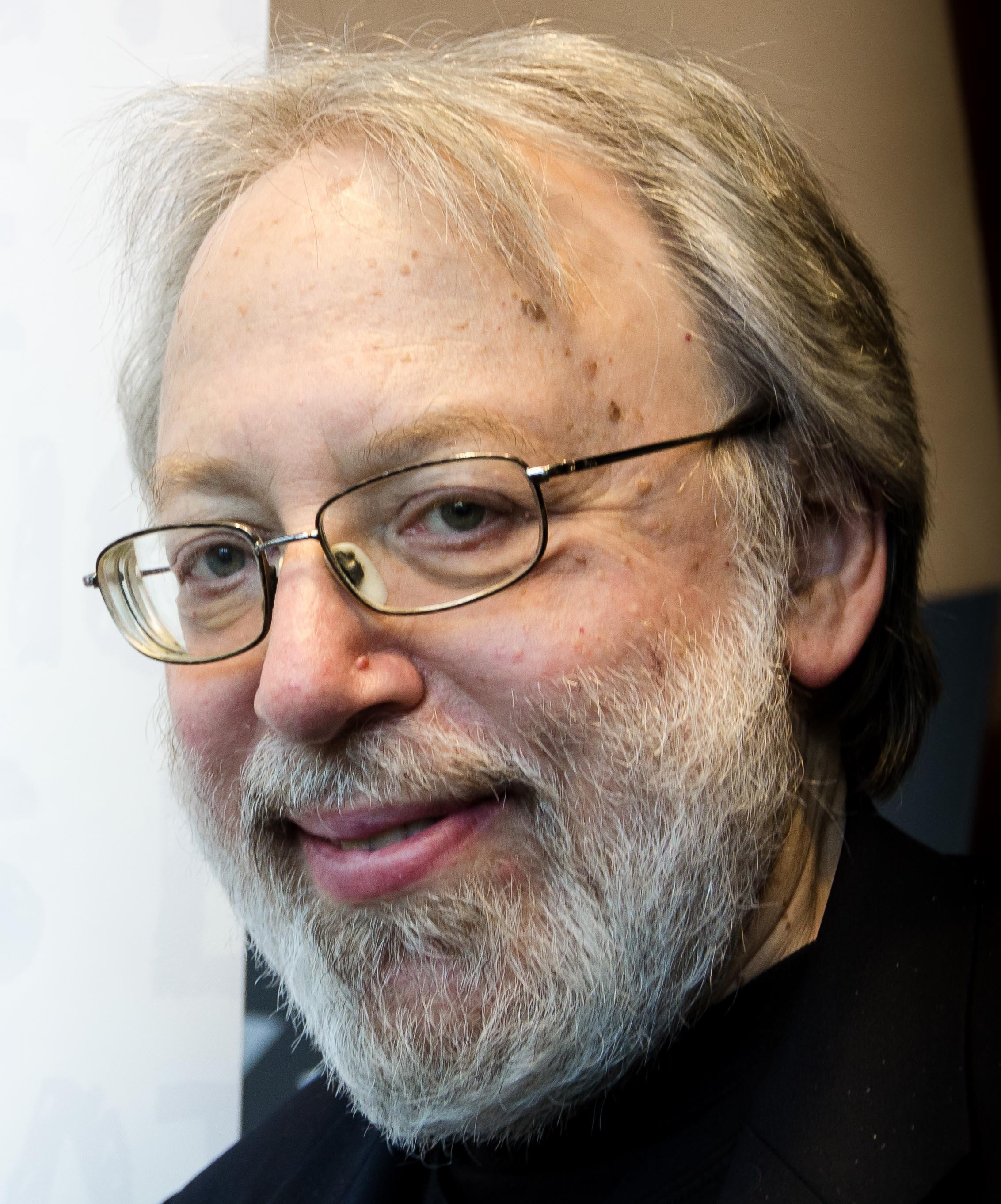
Kenneth Turan (2014)

Kenneth Turan (* 27. Oktober 1946 in Brooklyn, New York) ist ein US-amerikanischer Filmkritiker, Buchautor und Dozent im Master of Professional Writing Program der University of Southern California. Turan arbeitete von 1991 bis 2020 als Filmkritiker für die Los Angeles Times und National Public Radio.

## Leben
Kenneth Turan wuchs in einer jüdischen Familie im New Yorker Stadtteil Brooklyn auf. Nach seinem Bachelor-Abschluss am Swarthmore College und einen Master-Abschluss in Journalismus an der Columbia University war Turan als Mitarbeiter der Washington Post tätig. Im Jahr 1991 wurde Turan Filmkritiker bei der Los Angeles Times. Im Jahr 1993 wurde er zum Director der Los Angeles Times Book Prizes ernannt.
Turan ist in der Dokumentation For the Love of Movies: The Story of American Film Criticism zu sehen, in der er seinen öffentlichen Streit mit dem Filmregisseur James Cameron bespricht, der die Redakteure der Los Angeles Times per E-Mail aufgefordert hatte, Turan zu entlassen, nachdem er eine negative Rezension zu Titanic geschrieben hatte. Seit 1999 ist Turan Dozent im Master of Professional Writing Program der University of Southern California.
Bei den Internationalen Filmfestspielen Berlin war er im Jahr 2002 Mitglied der internationalen Jury. 2014 wurde er mit dem Media Legacy Award ausgezeichnet.
Ende März 2020 gab Turan seinen Rücktritt bei der Los Angeles Times bekannt. Er schrieb zudem in der Vergangenheit regelmäßig Filmkritiken für die Morning Edition von NPR. Turan ist Mitglied des Board of Directors des Yiddish Book Center, der Los Angeles Film Critics Association und der National Society of Film Critics.